# Antonio Rivas Palacios
Antonio Rivas Palacios (Iturbe, 8 de noviembre de 1963) es un licenciado en ciencias de la comunicación y diplomático paraguayo. Se desempeñó como ministro de Relaciones Exteriores tras ser nombrado por el presidente Mario Abdo Benítez. Actualmente es embajador de Paraguay en Chile, desde diciembre de 2020.
Rivas se graduó como licenciado en ciencias de la comunicación en la Universidad Nacional de Asunción en 1986. Es diplomático de carrera, habiendo egresado de la Academia Diplomática y Consular Carlos Antonio López en 1987.